# 日本たばこ協会
一般社団法人日本たばこ協会（にほんたばこきょうかい、英名:Tobacco Institute of Japan、略称:TIOJ）は、日本のタバコ発売業界団体。1987年2月に任意団体として設立後、1990年4月に社団法人となる。東京都港区西新橋に所在する。代表理事会長はシェリー・ゴー。

## 主な事業
- 未成年者の喫煙防止活動
- たばこ広告・販売促進に関する自主基準の設定と運用指導
- たばこの販売数量・販売額の集計とその公表
- たばこに関する調査と研究
- たばこに関する情報の収集と普及

など

## 会員
- 正会員
  - 日本たばこ産業（JT）
  - フィリップモリスジャパン
  - ブリティッシュ・アメリカン・タバコ・ジャパン
- 賛助会員として総合商社など。